# Carretera Nacional N-II
Die Carretera Nacional N-II ist eine Nationalstraße in Spanien. Sie war mit einer Gesamtlänge von 780 Kilometern die längste der sechs sternförmig von Madrid ausgehenden und bis zur äußeren Begrenzung Spaniens führenden Nationalstraßen. Heute existiert die Strecke nur noch auf ca. 266 Kilometer langen Abschnitten parallel zu den Autobahnen AP-2 und AP-7.

## Verlauf
Die Carretera Nacional N-II führte von der Hauptstadt Madrid aus über Saragossa, Lleida, Barcelona, Girona zur französischen Grenze, wo sie an die Départementstraße 900 angebunden war, welche bis 2006 als französische Nationalstraße 9 beschildert war. Festgelegt wurde diese Streckenführung um 1940. Bei dieser Festlegung wurde sie östlich von Barcelona über Granollers geführt; erst später erfolgt die Verlegung auf die heutige Trasse durch die Mittelmeerküstenorte.
Auf vielen Abschnitten wurde die Nationalstraße bereits durch die Autobahn A-2 ersetzt bzw. zu dieser ausgebaut. Dies sind die Abschnitte Madrid – Saragossa und Lleida – Barcelona. Zwischen Saragossa und Lleida verläuft die noch bestehende N-II parallel zu der Autobahn AP-2, zwischen Barcelona und der französischen Grenze parallel zur Autobahn AP-7.
Die Abschnitte, die nicht zur Autobahn A-2 ausgebaut wurden, wurden zur Carretera Nacional N-IIa umwidmet. Dies sind die Abschnitte bei Castellnou de Seana, Cervera sowie die Strecken Castellolí-Els Hostalets de Pierola und Barcelona-Montgat.